# ثورة شارلخليك
ثورة شارلخليك حدثت عام 1935 عندما قام مسلمو الأويغور بالثورة ضد الصينين المسلمين الموالين للحكومة والذين كانوا يسيطرون على منطقة تونغانيستان والتي كانت تحكم من قبل الجيش الوطني الثوري . قام الجنود الموالون للحكومة بسحق الثورة بشراسة وبسرعة.
أكثر من مئة شخص أويغوري أعدموا . وعائلات قادة الثورة تم احتجازهم وأخذهم كرهائن.